# Susan Lindee
M. Susan Lindee (7 de abril de 1953)  es una bióloga especializada en genética y genómica, la ciencia enfocada en la guerra, como por ejemplo La Guerra Fría. Ejerce como profesora en los campos de ciencia Americana, historia de la genética, ciencia y guerra, y ciencia y cultura popular.

## Estudios
M. Susan Lindee estudió el B.S. en la Universidad de Texas en Austin. El M.S. lo cursó en la Universidad de Cornell, así como el PH.D. (en la misma Universidad de Cornell).

## Actualidad
Actualmente tiene el título de profesora  Historia y sociología de la ciencia. Es también la becana asociada en el colegio de las ciencias y las artes.

## Libros
Entre sus libros se incluye Moments of Truth sobre medicina genética (2005) En este, Lindee narra tanto la producción de conocimiento en biomedicina como los cambios en el significado cultural del cuerpo a fines del siglo XX. Ella sugiere que el conocimiento científico es un proyecto comunitario conformado directamente por personas en diferentes ubicaciones sociales y profesionales. El poder de experimentar e informar la verdad científica puede estar mucho más disperso de lo que a veces parece, porque las personas saben cosas sobre sus propios cuerpos, y sus conocimientos a menudo se han incorporado a la infraestructura técnica de la medicina genómica. El estudio pionero de Lindee muestra la interdependencia de los parámetros técnicos y sociales en la biomedicina contemporánea.. Los genes como un icono cultural (1995, con Dorothy Nelkin); y Suffering Made Real: American Science and the Survivors at Hiroshima (1994).

## Logros/Títulos
Ha revivido una beca de Guggenheim, una bienvenida de Burroughs en el premio de su 40 aniversario y recibió apoyo de the National Institutes of Health, the National Science Foundation and the Wenner-Gren Foundation.